# 東京都道466号内匠橋花畑線
東京都道466号内匠橋花畑線（とうきょうとどう466ごう たくみばしはなはたせん）は、東京都足立区を走る特例都道。

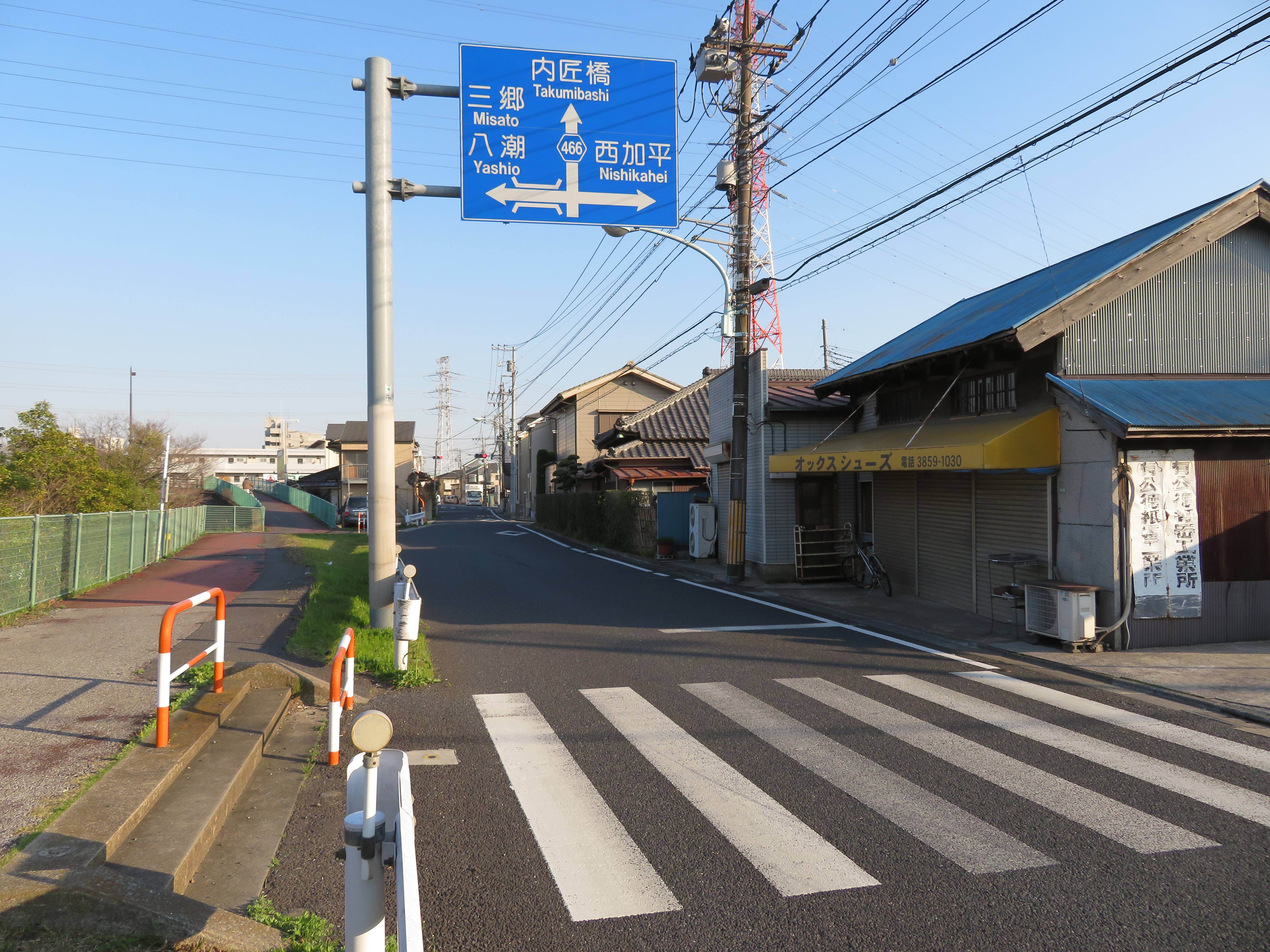
足立区南花畑4丁目付近

## 概要
- 起点：足立区南花畑3丁目（東京都道102号平方東京線交点）（内匠橋西交差点）
- 終点：足立区花畑8丁目（埼玉県八潮市境）

## 通過する自治体
- 足立区

## 交差・接続する道路
- 東京都道102号平方東京線 - 足立区南花畑3丁目（起点）

## 周辺
- 綾瀬川
- 足立区立花畑小学校
- 竹の塚警察署花畑交番
- 東京都立城北特別支援学校
- 東京運輸支局足立自動車検査登録事務所（車検場）
- 足立区立花畑第一小学校
- 足立区立桜花小学校
- 足立区立花畑北中学校
- 花畑大鷲神社
- 毛長川
- 花畑団地
- 東京都立足立特別支援学校
- 竹の塚警察署花畑北駐在所
- 桑袋ビオトープ公園